# Hazel (namn)

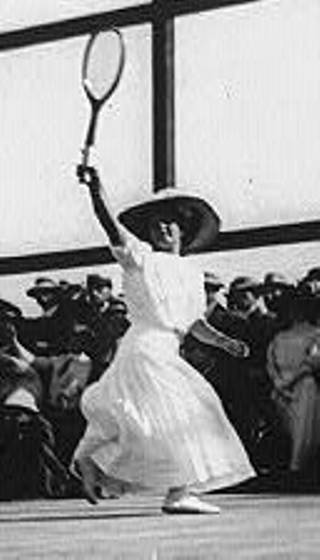
Hazel Hotchkiss Wightman

Hazel är ett engelskt kvinnonamn som betyder hassel.
Den 31 december 2014 fanns det totalt 139 kvinnor folkbokförda i Sverige med namnet Hazel, varav 78 bar det som tilltalsnamn.
Namnsdag: saknas

## Personer med namnet Hazel
- Hazel Abel, amerikansk politiker
- Hazel Blears, brittisk politiker, fd minister
- Hazel R. O'Leary, amerikansk politiker, fd minister
- Hazel Shermet, amerikansk skådespelare
- Hazel Hotchkiss Wightman, amerikansk tennisspelare och initiativtagare till Wightman Cup